# XXX-lecia (Olecko)
XXX-lecia (lub Hamburg - nazwa nieoficjalna) — dzielnica mieszkaniowa Olecka. Ponad 90% zabudowy tej dzielnicy to domki jednorodzinne. Potocznej nazwy (Hamburg) używa większa część społeczeństwa Olecka.